# Nihonjinron
 (août 2016).
Le Nihonjinron (日本人論, littéralement : discours/théories sur les Japonais) est un genre littéraire principalement japonais ayant pour objet central le Japon et le peuple japonais. Le genre s'est considérablement développé après la Seconde Guerre mondiale, jusqu'à atteindre à l'époque contemporaine un nombre particulièrement important. Certains sont classés parmi les plus grands best-sellers du pays.

## Genres
Il existe un nombre important de divisions et subdivisions de nihonjinron, au rang desquelles :
- shinfūdoron (新風土論 ; « nouvelles théories sur le climat » (concernant notamment l'influence du climat sur les hommes)
- nihonbunkaron (日本文化論 ; « théories sur la culture japonaise »
- nihonshakairon (日本社会論 ; « théories sur la société japonaise »
- nihonron (日本論 ; « théories sur le Japon »
- nihonkeizairon (日本経済論 ; « théories sur l’économie japonaise »

## Polémique
Le genre demeure très décrié par certains universitaires japonais et non japonais, en raison de son expression parfois ouvertement téléologique et rationaliste. En effet, une grande partie des nihonjinron servirait à certains idéologues, sous couvert de connaissances et d'études scientifiques, à rationaliser l'histoire japonaise dans son ensemble (et en particulier, les massacres perpétrés par le Japon durant la Seconde Guerre mondiale), ainsi qu'à défendre l'idée d'une supériorité de la culture et de la race japonaise. Ce genre était déjà courant au XIXe siècle, notamment dans les écrits de Fukuzawa Yukichi.

## Thèses récurrentes et critiques
Les nihonjinron peuvent avoir des thématiques différentes, toutefois certaines thèses sont communes à une grande majorité d'entre eux, et se retrouvent très régulièrement. Notamment, les thèses héritées des kokugaku (国学, études nationales) qui ont rencontré beaucoup de succès durant le Sakoku (鎖国, fermeture du pays entre 1641 et 1853) restent courantes aussi bien dans la littérature japonaise que dans l’imaginaire national japonais.

### L'unicité de la race japonaise
Cette thèse, sans doute la plus courante, intervient pour la première fois à l'issue du phénomène de décolonisation de l'Asie par le Japon après la Seconde Guerre mondiale. Les nouveaux discours sur l’unicité et l’homogénéité ethnique du peuplement de l’archipel émergent alors dans une logique critiques vis-à-vis de l’« idéologie d’avant-guerre » qui, se fondant sur l'idée du métissage des Coréens et des Japonais, avait fait valoir la conception selon laquelle ces derniers ne formaient en fait qu'« un seul et unique peuple ». On accusait ainsi le discours des « origines communes » entre Japonais et populations colonisées d'avoir légitimé la politique impérialiste du Japon.
La thèse soutient l'idée que le Japon est le seul pays au monde à pouvoir se revendiquer ethniquement unique, c'est-à-dire sans immigrés. Cette thèse a, depuis plusieurs années, été vivement critiquée pour au moins trois raisons :
- Le Japon a toujours été peuplé d'une population indigène au Nord, les Aïnus, lesquels se distinguent de l'ethnie japonaise.
- Le Japon a connu dans son histoire une immigration coréenne et chinoise.
- Certains historiens défendent l'idée d'un peuple japonais qui aurait émigré de la péninsule coréenne.

### La culture et le goût japonais ne peuvent être compris par l'étranger
Un mouvement de pensée fortement implanté au Japon soutient que seuls les Japonais pourraient parler du Japon et des Japonais, car les étrangers ne seraient pas en mesure de comprendre la subtilité de leur culture. En effet, les thèses étrangères sur le Japon et défendant des idées radicalement différentes de celle des Japonais sur la culture japonaise sont presque systématiquement dénoncées par certains universitaires japonais. Et, de fait, seules les études corroborant les thèses établies par les Japonais trouvent écho au Japon.

### La nourriture japonaise comme fondation de la culture japonaise
Dans les nihonjinron, la nourriture japonaise est souvent prise en exemple pour affirmer la singularité et l'excellence du Japon. Les études menées à l'étranger liant la consommation de la nourriture japonaise et l'espérance de vie valident, pour les défenseurs de ces thèses, ces affirmations. Depuis les années 90, la revendication de cette thèse est un prétexte pour se confronter aux autres cultures gastronomiques mondiales, c'est-à-dire la France, la Chine et l'Italie.
Cette thèse a été d'autant plus soutenue que Tokyo est la ville comptant le plus de restaurants trois étoiles au monde dans le guide Michelin.

### L'histoire japonaise ou l'histoire de la confrontation du Japon avec la Chine et les États-Unis
Certains nihonjinron défendent l'idée d'un Japon historiquement en proie successivement à la Chine et à l'Occident, notamment aux États-Unis. Cette thèse est critiquable, dans la mesure où les échanges avec le continent et l'Occident ont tout autant profité au Japon. Ainsi, l'écriture japonaise est un parfait exemple de ces échanges, celle-ci mélangeant couramment les caractères chinois (kanji, 漢字) et les caractères romains (romaji, ロマ字).

## Exemples
- 堺屋 太一, 日本とは何か　(Sakaya Taichi, Qu'est-ce que le Japon ?, 1994, Kodansha)
- 竹田 恒泰, 日本はなぜ世界でいちばん人気があるのか (Takeda Tsuneyasu, Pourquoi le Japon est-il le pays le plus apprécié au monde ?, 2010, PHP Shinsho)
- 新野 哲也, 日本は勝てる戦争になぜ負けたのか (Niino Tetsuya, Pourquoi le Japon a perdu une guerre qu'il aurait pu gagner ?, 2007)